# Нижнебургалтайское сельское поселение
Се́льское поселе́ние «Нижнебургалтайское» (бур. Доодо Бургалтайн hомон) — муниципальное образование в Джидинском районе Бурятии Российской Федерации.
Административный центр — улус Нижний Бургалтай.

## История
Статус и границы сельского поселения установлены Законом Республики Бурятия от 31 декабря 2004 года № 985-III «Об установлении границ, образовании и наделении статусом муниципальных образований в Республике Бурятия»

## Население
| 2002 | 2011 | 2012 | 2013 | 2014 | 2015 | 2016 |
| ---- | ---- | ---- | ---- | ---- | ---- | ---- |
| 851  | ↘825 | ↘815 | ↘805 | ↘778 | ↘741 | ↘700 |
| 2017 | 2018 | 2019 | 2020 | 2021 | 2023 | 2024 |
| ↘675 | ↘644 | ↘624 | ↘611 | ↗615 | ↘606 | ↘590 |

## Состав сельского поселения
| № | Населённый пункт | Тип населённого пункта       | Население |
| - | ---------------- | ---------------------------- | --------- |
| 1 | Нижний Бургалтай | улус, административный центр | ↘590      |